# Disocactus speciosus
Disocactus speciosus, vrsta kaktusa iz Meksika i Gvatemale

## O uzgoju
- Preporučena temperatura: Noć: 10-12°C
- Tolerancija hladnoće: držati ga iznad 10°C
- Minimalna temperatura: 15°C
- Izloženost suncu: treba biti na svjetlu
- Porijeklo: središnji Meksiko
- Potrebnost vode: normalno zalijevanje
- Cvjetovi:  veliki rozi do ljubičasto-crveni cvjetovi dugi do 15 cm, sa zelenim cjevčicama i bijelim dlačicama. Plodovi su crvene boje dugi od 3-5 cm.

## Podvrste
- Disocactus speciosus subsp. blomianus (Kimnach) Ralf Bauer
- Disocactus speciosus subsp. cinnabarinus (Eichlam ex Weing.) Ralf Bauer
- Disocactus speciosus subsp. heterodoxus (Standl. & Steyerm.) M.Á.Cruz & S.Arias

## Sinonimi
- Cactus speciosissimus Desf.
- Cactus speciosus Cav.
- Cereus amecamensis Heese
- Cereus coccineus DC.
- Cereus elegantissimus A.Berger
- Cereus formosus Monv.
- Cereus hybridus Otto
- Cereus jenkinsonii Sweet
- Cereus schrankii Zucc. ex Seitz
- Cereus speciosissimus (Desf.) Sweet
- Cereus speciosus (Cav.) Sweet
- Cereus speciosus var. amecamensis (Heese) A.Berger
- Cereus speciosus var. coccineus K.Schum.
- Disocactus schrankii (Zucc. ex Seitz) Barthlott
- Disocactus speciosus f. amecamensis (Heese) Barthlott
- Epiphyllum speciosum (Cav.) Haw.
- Heliocereus amecaensis (Heese) Britton & Rose
- Heliocereus coccineus Britton & Rose
- Heliocereus elegantissimus var. helenae Scheinvar
- Heliocereus elegantissimus var. stenopetalus Bravo ex S.Arias, U.Guzmán & Gama
- Heliocereus luzmariae Scheinvar
- Heliocereus schrankii (Zucc. ex Seitz) Britton & Rose
- Heliocereus schrankii var. elegantissimus (Britton & Rose) Backeb.
- Heliocereus schrankii var. helenae (Scheinvar) Kimnach
- Heliocereus schrankii subsp. helenae (Scheinvar) Doweld
- Heliocereus schrankii subsp. luzmariae (Scheinvar) U.Guzmán
- Heliocereus schrankii var. stenopetalus (Bravo ex S.Arias, U.Guzmán & Gama) Kimnach
- Heliocereus serratus (Weing.) F.M.Knuth
- Heliocereus speciosissimus (Desf.) Y.Itô
- Heliocereus speciosus (Cav.) Britton & Rose
- Heliocereus speciosus var. serratus (Weing.) Backeb.
- Heliocereus speciosus var. superbus (Ehrenb.) Backeb.
- Mediocactus coccineus (DC.) Britton & Rose

## Vanjske poveznice
|  | Zajednički poslužitelj ima stranicu o temi Disocactus speciosus    |
|  | Zajednički poslužitelj ima još gradiva o temi Disocactus speciosus |
|  | Wikivrste imaju podatke o taksonu Disocactus speciosus             |